# Knattspyrnudeild Íþróttabandalag Vestmannaeyja 2013
Nel 2013, l'IBV ha partecipato a tutte le competizioni professionistiche islandesi. In campionato giunse sesta, si fermo ai quarti di finale nella Coppa Nazionale e alla fase a gironi della Coppa di lega. Ha partecipato inoltre all'Europa League venendo eliminata al primo turno.

## Rosa
| N. |                        | Ruolo | Calciatore               |
| -- | ---------------------- | ----- | ------------------------ |
| 2  | Islanda (bandiera)     | D     | Brynjar Gauti Guðjónsson |
| 3  | Inghilterra (bandiera) | D     | Matt Garner              |
| 4  | Islanda (bandiera)     | D     | Gunnar Már Guðmundsson   |
| 6  | Islanda (bandiera)     | C     | Gunnar Þorsteinsson      |
| 7  | Islanda (bandiera)     | D     | Hermann Hreiðarsson      |
| 8  | Islanda (bandiera)     | C     | Yngvi Magnús Borgþórsson |
| 10 | Inghilterra (bandiera) | A     | Aaron Spear              |
| 11 | Islanda (bandiera)     | A     | Víðir Þorvarðarsson      |
| 12 | Islanda (bandiera)     | P     | Elías Fannar Stefánsson  |
| 13 | Islanda (bandiera)     | C     | Kjartan Guðjónsson       |
| 14 | Islanda (bandiera)     | A     | Ragnar Leósson           |
| 16 | Islanda (bandiera)     | D     | Jón Ingason              |
| 17 | Islanda (bandiera)     | C     | Ragnar Pétursson         |
| 18 | Islanda (bandiera)     | C     | Davíð Þorleifsson        |

| N. |                        | Ruolo | Calciatore                      |
| -- | ---------------------- | ----- | ------------------------------- |
| 19 | Islanda (bandiera)     | D     | Arnór Eyvar Ólafsson            |
| 20 | Islanda (bandiera)     | D     | Björn Axel Guðjónsson           |
| 21 | Islanda (bandiera)     | C     | Jón Gísli Ström                 |
| 22 | Islanda (bandiera)     | C     | Gauti Þorvarðarson              |
| 23 | Islanda (bandiera)     | D     | Eiður Aron Sigurbjörnsson       |
| 24 | Islanda (bandiera)     | C     | Óskar Elías Óskarsson           |
| 25 | Islanda (bandiera)     | P     | Guðjón Orri Sigurjónsson        |
| 26 | Islanda (bandiera)     | C     | Bjarki Axelsson                 |
| 27 | Islanda (bandiera)     | C     | Arnar Bragi Bergsson            |
| 28 | Islanda (bandiera)     | C     | Birkir Hlynsson                 |
| 30 | Inghilterra (bandiera) | C     | Ian Jeffs                       |
|    | Islanda (bandiera)     | P     | Halldór Páll Geirsson           |
|    | Islanda (bandiera)     | C     | Kristinn Skæringur Sigurjónsson |
|    | Islanda (bandiera)     | A     | Einar Kristinn Kárason          |